# Kenneth Armitage
Kenneth Armitage (ur. w 1916 w Leeds, zm. w 2002 w Londynie) – brytyjski rzeźbiarz.
Studiował w Leeds College of Art w latach 1934–1937 i w Slade School of Fine Art w Londynie w latach 1937–1939. Brał udział w Biennale w Wenecji w 1952 roku, oraz dwukrotnie (1955 i 1959) w documenta w Kassel. W latach 1946–1956 kierował wydziałem rzeźby Bath Academy of Art w Corsham.

## Literatura
- Art of the 20th Century, ISBN 978-3-8228-4089-4